# Heinrich von Dampierre

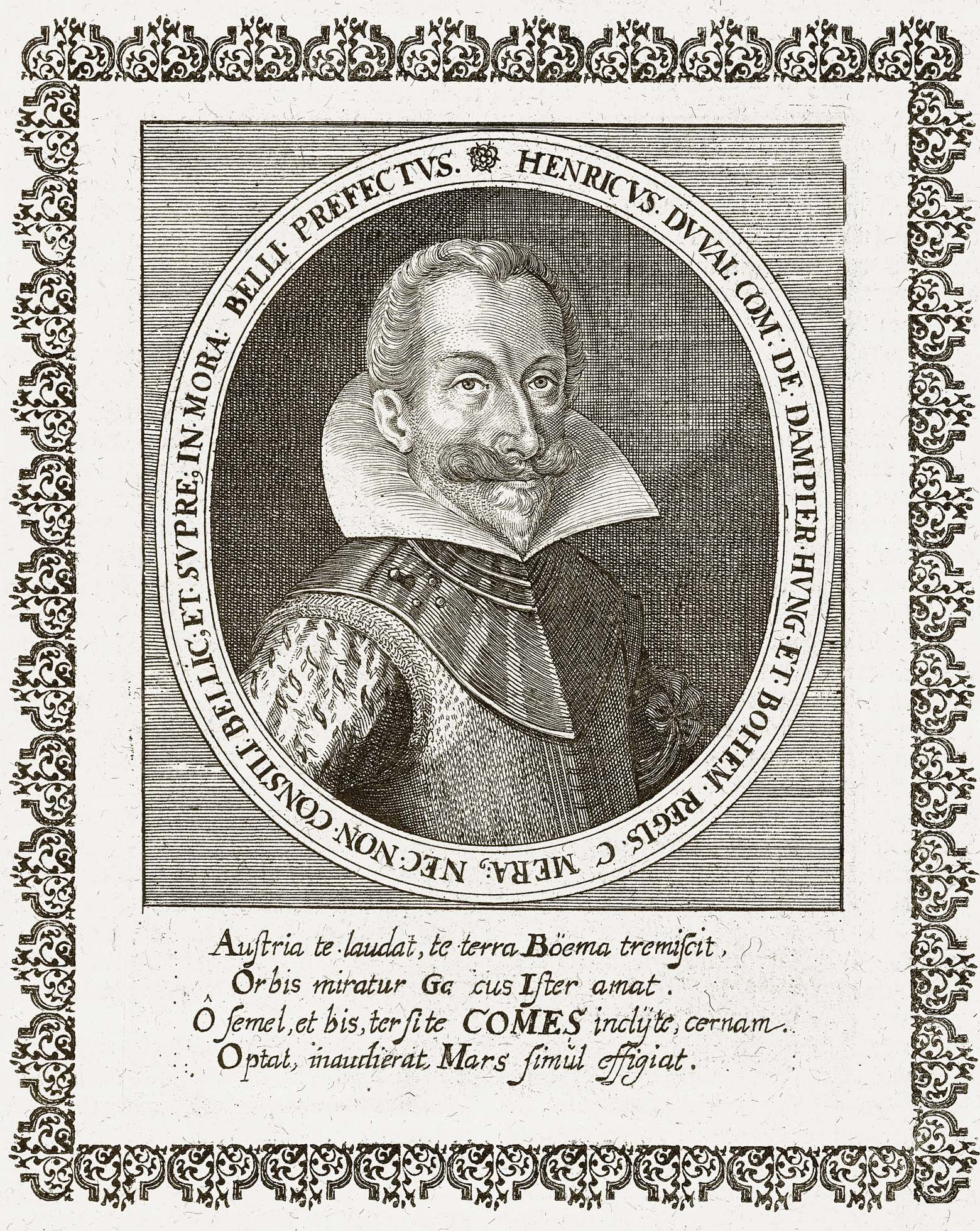
Kupferstich mit dem Porträt Heinrichs von Dampierre, aus Theatrum Europaeum von 1662

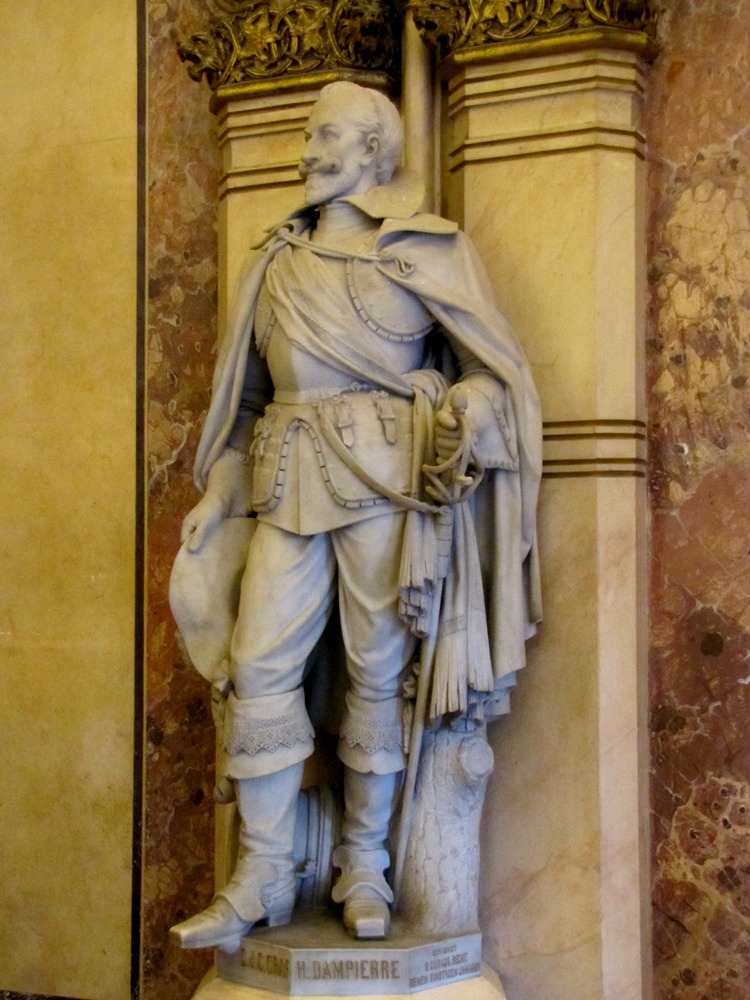
Statue in der Feldherrenhalle des Heeresgeschichtlichen Museums.

Heinrich Duval, Graf von Dampierre (* 1580 auf Château Hans im Champagne; † 9. Oktober 1620 in Pressburg) war ein kaiserlicher Feldmarschall und Kriegsrat zu Beginn des Dreißigjährigen Krieges.

## Leben
Dampierre, Sohn des Jacques du Val de Mondreville, Baron du Hans (französischer Kammerherr, Haushofmeister Katharinas von Medici, Gouverneur von St. Menehould) und der Anne de Bossu a.d. H. Hénin-Liétard.
1601 trat er zunächst in spanische Dienste in den Niederlanden ein, trat aber bald, auf Wunsch des Vaters, in kaiserliche Dienste unter Rudolf II. über, wo er bereits 1602 als Obrist am Feldzug unter Basta teilnahm. Er diente in Ungarn und Siebenbürgen, besiegte 1604 die Eindringlinge, wurde aber bald darauf von Stephan Bocskay aus Siebenbürgen vertrieben und versuchte 1605 vergeblich, Gran gegen die Türken zu halten. Als Obrist über 3 Kompanien „Raizische“-Reiter, wurde aber von seinen meuternden Truppen zur Kapitulation gegen freien Abzug gezwungen. Die Meuterer wurden hingerichtet und ein Kriegsgerichts gegen Dampierre einberufen, weshalb er ab 30. Jänner 1606 in Wien unter Hausarrest stand. Am 15. September 1606 wurde er schließlich jedoch wieder freigelassen. 1609 wurde ihm als Obrist 500 Arkebusier-Pferde (zusätzlich zu den 300 Raizen-Pferden) unterstellt. Im Jänner 1611 folgte der Feldzug nach Böhmen gegen die „Passauer“ unter Feldmarschall Herberstein mit dem Einzug in Breslau am 28. September mit König Matthias. Am 11. November 1611 wurde er dem Palatin Forgács in Oberungarn zur Verfügung gestellt und nahm als Kommandant am unglücklichen Feldzug gegen Bathori teil.
Zum kaiserlichen Hofkriegsrat (1613), Kämmerer (1617) und Obersten ernannt, leistete er 1616–17 Dienste gegen die Venezianer. Dampierre war ab 1616 Obrist-Inhaber des in diesem Jahre angeworbenen Arquebusier-Regiments, sowie des 1619 aufgestellten Kürassier-Regiments das als späteres K.u.k. Böhmisches Dragoner-Regiment „Graf Montecuccoli“ Nr. 8 das älteste Regiment der österreich-ungarischen Monarchie werden sollte. 1617 wurde er Kommandant in der Grafschaft Mitterburg und in Istrien (27. Juni 1617 Schlacht an der Rubbia, 13. Juli 1617 Schlacht bei Mariano) und Nachfolger Trauttmansdorffs über das französische Kriegsvolk.
In den böhmischen Unruhen 1618 nahm er mit einem eilig zusammengestellten Heer Bistritz ein und entsetzte das vom Grafen Thurn besetzte Budweis, wurde jedoch durch Nachschubmangel zum Rückzug genötigt. Am 9. November 1618 konnte er durch eine List; er gab seine Truppen für böhmische aus, Lomnitz einnehmen. Im folgenden Jahr siegte er mit Karl von Bucquoy und Wallenstein bei Tein an der Moldau über Ernst von Mansfeld und befreite dadurch Wien, wurde aber dann nach Mähren zurückgedrängt. Am 8. März 1619 wurde er Ritter des Ordens Christianae Militiae.
Dampierre fiel 1620 im Böhmischen Krieg beim Versuch, mit 10.000 Mann die Stadt und das Schloss Pressburg zu überrumpeln. Beim Versuch, eigenhändig eine Sprengladung (eine Petarde) am Schlosstor anzubringen, soll er von einer Musektenkugel im Genick getroffen worden sein. (Nach Khevenhüller wurde er  durch einen Schuss in die Nierengegend getötet, nachdem der Rückenteil seiner Rüstung durch Unachtsamkeit eines Dieners in die Donau gefallen war.) Seiner Leiche wurde von den Ausfallenden der Kopf abgeschnitten. Gábor Bethlen ließ ihm zunächst ein feierliches Begräbnis im Barfüßer-Kloster zu Pressburg zuteilwerden (10. Oktober 1620), lieferte dann aber den Leichnam auf Betreiben des französischen Botschafters nach Wien aus, wo Kaiser Ferdinand II. selbst an dem erneuten Begräbnisakt am 4. Jänner 1621 in der Minoritenkirche teilnahm.
Dampierre hatte zwei Brüder:
- Charles († 1621), ab 1620 kaiserlicher Obrist über das Kürassier-Regiment La Croix
- Jacques († 1631), ab 9. November 1620 Obrist über das Regiment des Bruders (der es ihm testamentarisch vermachte)

## Rezeption
Durch die kaiserliche Entschließung von Franz Joseph I. vom 28. Februar 1863 wurde Heinrich von Dampierre in die Liste der „berühmtesten, zur immerwährenden Nacheiferung würdiger Kriegsfürsten und Feldherren Österreichs“ aufgenommen, zu deren Ehren und Andenken auch eine lebensgroße Statue in der Feldherrenhalle des damals neu errichteten k.k. Hofwaffenmuseums (heute: Heeresgeschichtliches Museum Wien) errichtet wurde. Die Statue wurde 1867 vom Bildhauer Karl Costenoble aus Carrara-Marmor geschaffen, gewidmet wurde sie vom k.u.k. 8. Dragoner-Regiment seinem einstigen Inhaber.
Seit 1899 ist die Dampierrestraße im 14. Wiener Gemeindebezirk Penzing nach ihm benannt.